# Chromobotia
Chromobotia is een monotypisch geslacht van straalvinnige vissen uit de familie van de Cobitidae (Modderkruipers).

## Soort
- Chromobotia macracanthus (Bleeker, 1852) – Clownbotia